# Charles Misner
Charles W. Misner (Jackson, 13 de junho de 1932 – 24 de julho de 2023) foi um físico estadunidense.